# FUJIC

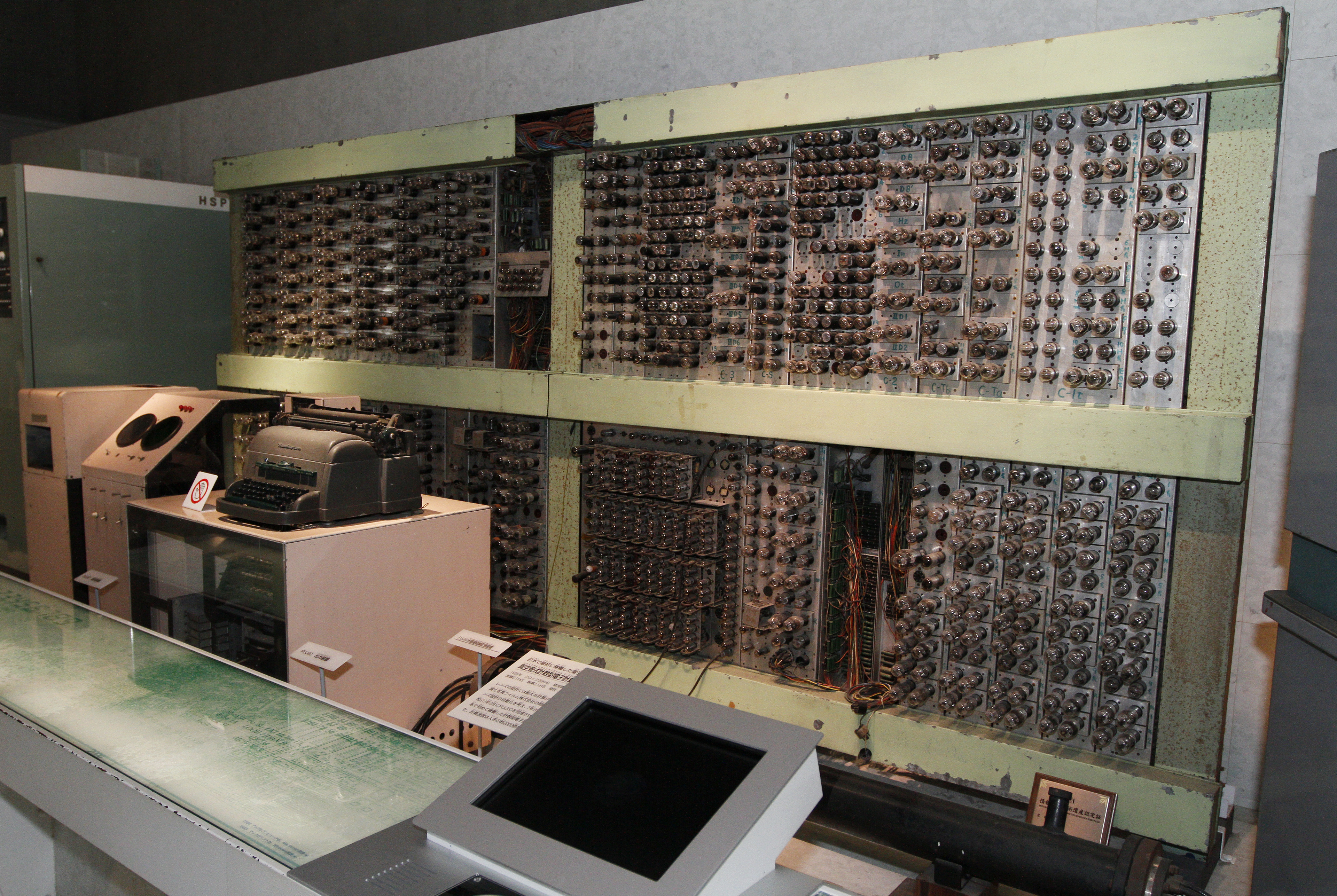
国立科学博物館に展示されたFUJIC。

FUJIC（フジック）は、日本で開発および製作された中では初めて本格稼働した（狭義の電子式）コンピュータである。富士写真フイルム（のちの富士フイルム）の技術者であった岡崎文次が、レンズ設計の計算のために1949年に開発に着手し、1956年に完成させた。
国立科学博物館つくば資料庫が所蔵している。2008年、情報処理学会の第1回情報処理技術遺産に指定された。

## 開発の経緯
黎明期のコンピュータ開発は、ENIACに代表され、日本ではTACのような、国家的プロジェクトやそれに準ずる規模の大企業のプロジェクトとして進められたものと、EDSACのように少数の研究者を中心としたチームにより作られたものとに分けられる。FUJICは後者である。
電機メーカーではなく、計算需要者の側であった一民間企業の個人が、通常の業務時間の合間をぬって資料や材料を地道に集め、技術面も複雑なものでなく実用的で安価なものを採用した、というプロジェクトであった。

### 製造を決意するまで
岡崎文次がコンピュータの世界に初めて触れたのは1948年で、「科学朝日」に掲載されていたIBMのコンピュータ「SSEC」の記事を読み、前から空想していた、機械による即時の大量計算が現実になったのを悟る。
1949年当時、岡崎は富士写真フイルム小田原工場のレンズ設計課で、カメラレンズの設計課長を務めていた。レンズの設計には複雑な計算が必要で、当時の機械式計算機では精度が低く、数十人の社員が数表で計算していた。岡崎はその作業の効率化のためにコンピュータが有効だと考えたが、当時コンピュータは海外の大学ぐらいにしかなかった。自国でコンピュータを作ろうとしていた者は多数いたので、岡崎も自作を考える。
岡崎の卒業した第八高等学校（八高）は、「二進法は便利」「数はゼロから数えた方が便利」など、型にはまらない独創的な数学教育を行っていて「高度な数学を教える」との評判があり、この薫陶を受けた岡崎はコンピュータのプロセスや二進法に抵抗がなかったという。また、東京帝国大学在学中、理化学研究所の仁科芳雄研究室で粒子を数えるカウンタに使われていたデジタル回路の無音で高速な点が気に入り、「カウントだけでなく計算にも使えるのでは」と調べてみた経験があった。
岡崎は1949年3月、「レンズ設計の自動的方法について」と題するコンピュータ設計の提案書を会社に提出。これが認められ、20万円の研究予算を手にした。

### 情報収集、設計
岡崎は研究・開発作業を業務時間には行わず、本来の仕事の合間や休暇日を使った。開発の際、モデルにした機種は特になかった。
まず、海外の雑誌記事や論文を収集したが、当時は文献がまだ数少なかったため、かえって調査に余計な時間が出なかった。大阪大学の城憲三研究室から文献の一覧表を送ってもらったり、進駐軍が作ったCIE図書館で文献を撮影して読んだりしたという。
部品は神田須田町の露店で購入。経費もまとめて高額で請求すると会社が驚くため、できるだけ安く小刻みに申請していた。半年に数十万円ほどだったという。手伝ってもらったのは女性計算手一人だけで、一人開発のため意見調整で時間を取られることもなかった。社内ではよくも悪くもさっぱり注目されず、かえって余計なプレッシャーがかからなかった。
岡崎は「コンピュータは電気を使ったそろばん」と考えていたことから、まず数値の入出力処理をつかさどるフリップフロップの動作試験にかかったが、安定した動作のために、真空管の特性曲線をブラウン管に映す、一種の治具的装置から作らねばならなかった。この難易度について『計算機屋かく戦えり』のインタビューでは「苦労しなかった」としている一方で、1974年に書いた論文『わが国初めての電子計算機 FUJIC』では「時間がかかった」と語っている。
フリップフロップができると、次は二進数で4桁の計算を行う計算機（演算装置）の作成にとりかかるため、くりかえし論理回路モデルを試験的に組んだ。このときのデモ機では手動による約1Hz（いわゆるステップ実行）、電源交流（東日本）をベースとした25Hz、発振器による約30kHzの3種類の動作周波数を切り替えて使えるようにした。また、動作周波数とフリップフロップの作動状況はすべて同じ場所にランプで表示するようにし、これは自社の幹部や外部の見学者に見せる際に役に立ったという。
デモ機の成功を受け、メインメモリの試験に入り、やがてプログラムや入出力の方式を含む基本的な構成が固まる。このほかのシステム構成については後述する。

### 製造、特許

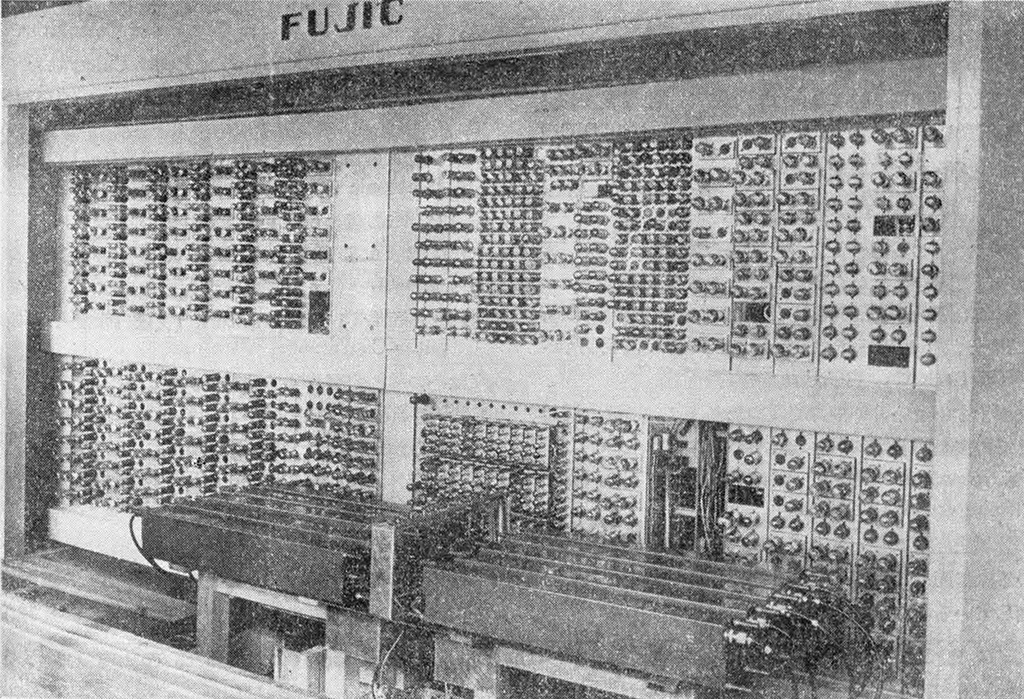
製作中のFUJIC。手前に見える箱は水銀タンクに繋がる遅延回路。

1952年12月より本格製造にかかる。この際、半年分で200万円の予算を獲得。社内の修理部門数名が手伝った。
富士写真フイルムから特許を数件申請し、すべて登録された。なかでも「循環回路」（特公昭30-7104。のちにジョンソン・カウンタと呼ばれるもので、あとから本や雑誌で見て驚いたという）はIBMにライセンスした。なお約10年後に、まったく同じものが立石電機によって特公昭44-3540として再度出願されている、と岡崎は指摘している。
電子部分と機械部分の間にバッファを置く方法および、入出力と本体処理の同時並行は、簡単に思いついたので、特許を出さなかった。

### 完成後の実績
1956年3月に完成。岡崎によると「僅かな人手と予算の割り（ママ）には、短期間ですんだと思う」。信頼性を確認するテスト運用の後、同年8月より計算用として本格的に運用開始。
FUJICの登場により、計算速度は人手でやっていたときに比べ1000倍から2000倍ほど上昇したという。労働組合は計算手のリストラを憂いていたが、そういった事態は発生しなかった。社外からも使わせてほしいという要望が幾つかあったので、会社に来て自由に使ってもらったが、それでも社内の反響は特になかった。また、完成から2年半後、会社がレンズの設計を子会社に移管。これにより同社でのFUJICの任務は終了し、早稲田大学に寄贈され、その後国立科学博物館に寄託・展示されている。
岡崎は1959年に日本電気に転職してソフトウェア開発にたずさわり、1972年に退職。専修大学経営学部教授を1985年まで務めた。

## システム構成

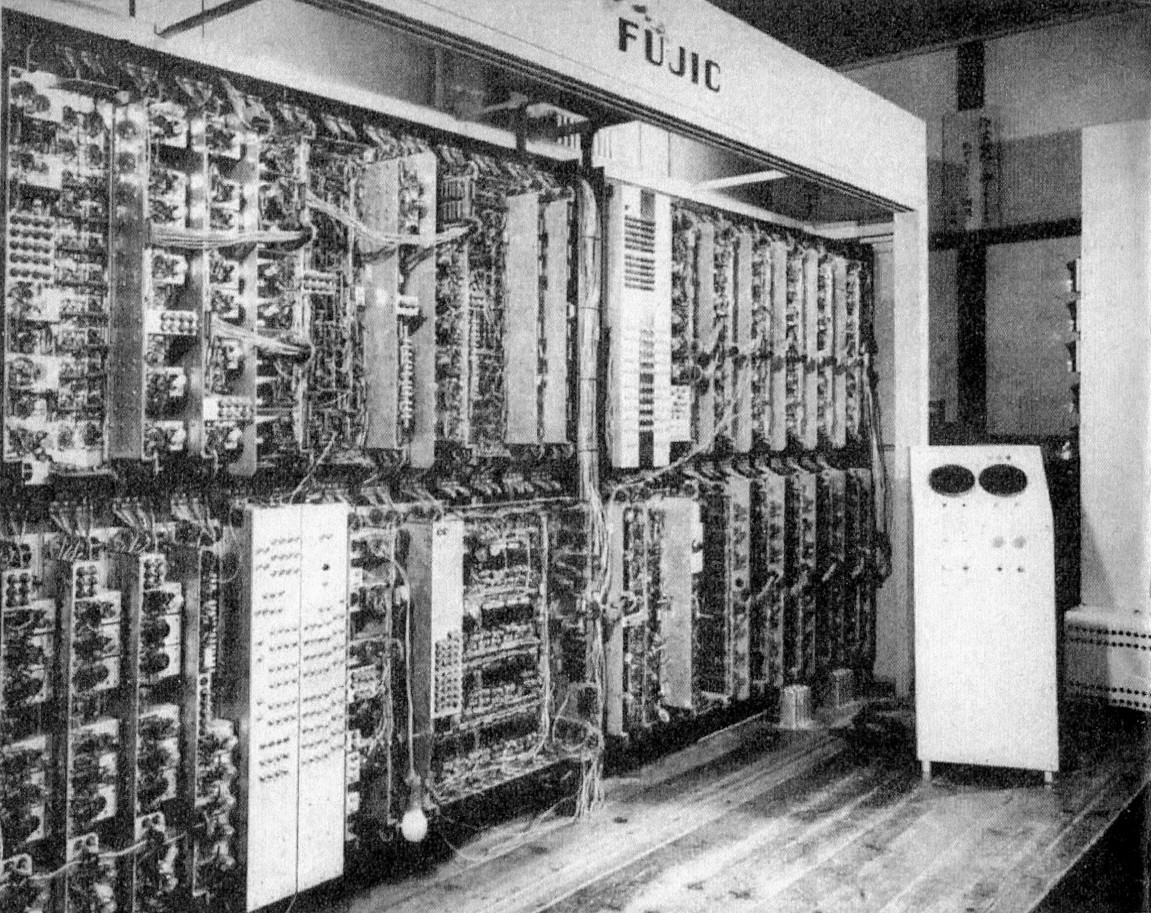
裏側。右にブラウン管を使った監視器がある。

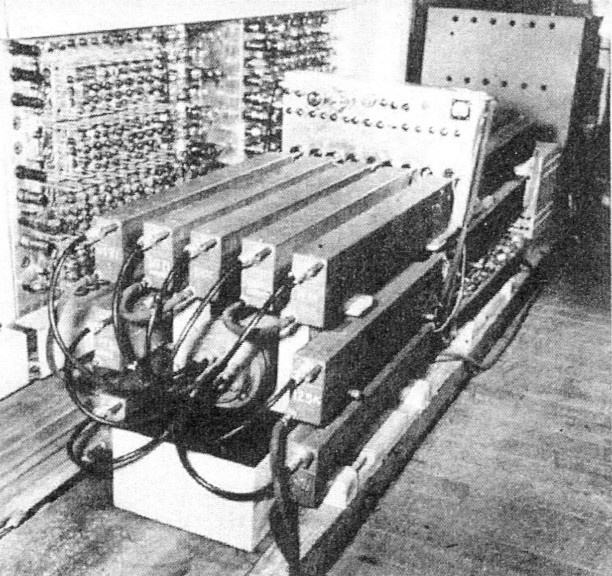
記憶装置。水銀タンクとその周りに遅延回路が見える。

論理回路
真空管は2極管約500本、3極管など約1200本の計約1700本。EDSACが直列式で約3000本であることから、並列式でこの数はそれなりに節約されたものといえる。真空管の数を極力減らしたのは、当時の真空管のフィラメントが切れやすく、大量に使えば使うほど保守の手間がかかるためであった。これでも毎日2～3本は交換していたという。
作動電圧を極力下げて動作の安定をはかるため、真空管の接点をハンダ付けした。
FUJICの開発後すぐ日本では、日本国内で開発されたパラメトロンやトランジスタを使ったコンピュータが登場したため、FUJICは日本では数少ない真空管式によるコンピュータとなった。FUJIC以外に完成を見た日本の真空管式コンピュータは、東京大学と東芝の共同開発で1959年に完成したTACのみである。
メインメモリ
前述の通り真空管の信用性が低いため、水銀遅延管を使用した（EDSACも同様に水銀遅延管を使っている）。水銀タンクは100kgの水銀を搭載し、直径10cm、長さ1m45cm。容量255word（1word=33bit）。
遅延記憶装置は温度による速度変動が問題であるが、技術的に難しくなる恒温管理ではなく、動作温度すなわち記憶装置の速度をベースにクロックを作ることで解決している。高速動作時で、加算時間は0.1ms、乗算時間は1.6ms。
プログラム方式
プログラム内蔵方式（ストアドプログラム方式）であり、プログラムは3アドレス方式の機械語。なお、世界初のプログラム内蔵方式コンピュータであるEDSACとは命令形態はまったく異なる。
用意されている命令は加減乗除・移動・ジャンプ・入力・出力・停止など17種類で、変わったものでは「桁あふれしたらジャンプ」という命令がある。レンズ計算が目的だったため、かけ算の命令はコンパクトにまとめられる工夫がされていた。
入力機器
カードリーダに十六進数でコーディングする。カード入力のコマンドは「そのまま格納」「二進数にして格納」「指定した番地から実行」の3種類だけだった。FUJICの基本操作はカードの読み込みとボタン押しだけなので操作自体は誰でも使えるレベルだった。
穴の有無の読み取りは曲げたガラス管での光のやりとりで行われた（光ファイバーと同じ原理）。岡崎はこのカードリーダーの設計のため、生まれて初めて図面をひいた。
出力機器
電動タイプライターは既存品の流用だが、テレタイプ用でなく、レミントンランドの手打ち用一般タイプライターを用いて、キー一つ一つを機械的に針金で引っ張る方式を採用している。入力がカード・出力がタイプライターという方式は、1970年代の汎用機と同じであり、設計思想としては先見にあたる。
ブラウン管も出力装置の一つとして使われている。